# Marina Elvira Calderone
Marina Elvira Calderone (Bonorva, 30 de julio de 1965) es una política italiana, presidenta del Consejo Nacional de Asesores Laborales desde 2005 y ministra de Trabajo y Políticas Sociales desde el 22 de octubre de 2022, integrada como independiente en el gobierno de coalición de derecha y extrema derecha liderado por Giorgia Meloni.

## Biografía
Se graduó en Economía de la Empresa Internacional en Cagliari y decidió continuar sus estudios haciendo un curso de relaciones industriales en la Universidad de Cagliari. Junto con Rosario De Luca, su marido, tiene una empresa de asesoramiento laboral con oficinas en Cagliari, Reggio Calabria y Roma.
En 1994 se inscribió en la orden territorial competente de asesores laborales y en 2005 se convirtió en presidenta del Consejo Nacional de la Orden de Asesores Laborales. En 2014 fue nombrada por el Gobierno Renzi miembro del consejo de administración de Leonardo-Finmeccanica, cargo que ocupó hasta 2020. Más tarde, en el primer gobierno de Conte, fue candidata a la presidencia del Instituto Nacional de la Seguridad Social.
El 21 de octubre de 2022 fue nombrada ministra de Trabajo y Políticas Sociales en el gobierno liderado por Giorgia Meloni, jurando su cargo al día siguiente.